# 川島永嗣
川島 永嗣（かわしま えいじ、1983年3月20日 - ）は、埼玉県与野市（現：さいたま市中央区）出身のプロサッカー選手。Jリーグ・ジュビロ磐田所属。 ポジションはゴールキーパー（GK）。元日本代表。

## クラブ来歴

### プロ入り前
少年時代は地元の与野八幡サッカースポーツ少年団で基礎を学ぶ。当時からゴールキーパー志望で、セルヒオ・ゴイコチェアに憧れを抱いていた。与野西中学校時代に本格的にキーパーのポジションを始めた。埼玉県選抜に選ばれ、ドイツとオランダへ遠征を行った経験がある。その後埼玉県立浦和東高等学校へ進学し、3年の間に選手権・国体・高校総体と高校サッカー3大全国大会すべてに出場した。
学生時代の成績は優秀で、周囲からは大学進学を勧められていたが、プロでやっていくことを決断。しかし、地元浦和レッズのセレクションは不合格となる。その後もうひとつの地元クラブである大宮アルディージャへの加入が決定。川島の獲得を決めたのは、当時大宮で強化部長の職にあった佐々木則夫（後にサッカー日本女子代表監督）である。

### 大宮アルディージャ
大宮加入後、イタリア・セリエAのパルマへ留学。当時GKコーチを務めていたエルメス・フルゴーニの指導を受け、若手選手たちが出場する「ヴィニョーラ・トーナメント」に参加。チームは優勝を果たし、川島自身はベストゴールキーパーに選出された。
一方、トップチームではルーキーイヤーの2001年は白井淳が守護神を務めており出場機会はなく、白井引退後の2002年に公式戦デビューを飾るものの、安藤智安・荒谷弘樹に次ぐ3番手の位置づけであったが、入団3年目の2003年になると正GKの座を確保した。

### 名古屋グランパスエイト
大宮と後述のワールドユースでの活躍もあってオファーが殺到。2004年に複数舞い込んだ移籍話の中から、あえて当時日本代表で活躍していた楢﨑正剛が在籍する名古屋グランパスエイトへ移籍。しかし当時が円熟期にあった楢﨑の牙城は堅く、公式戦では控えに甘んじる日々が続き、結果的にアテネオリンピックの代表メンバーからは外れた。
2005年シーズンも楢﨑の控えの位置づけは変わらず、楢﨑が2005年シーズン終盤に負傷すると翌2006年シーズン序盤に出場機会を得たものの、楢﨑が復帰した第9節以降の川島の出場は2試合に留まった。所属した2004年から2006年の3年間の公式戦出場はリーグ戦17試合、Jリーグカップ18試合、天皇杯1試合の計36試合であり、総試合数の3分の1程度であった。2006年からグランパスの監督に就任していたセフ・フェルフォーセンは楢﨑と競うことは川島の成長に繋がらないと考え、川島に確実に試合に出場できるチームへの移籍を勧めた。

### 川崎フロンターレ
2006年のシーズン終了後、2007年シーズンにクラブ初のAFCチャンピオンズリーグ出場を控えている川崎フロンターレから獲得のラブコールを受け、当時の川崎のクラブ史上最高額となる1億5000万円の移籍金で完全移籍。相澤貴志や高卒2年目の杉山力裕を抑え、開幕から正GKとして全試合フル出場を達成した。その後、2008年になると相澤がセレッソ大阪に期限付き移籍し、入れ替わりで吉原慎也が東京ヴェルディ1969から復帰したものの、2年連続全試合フル出場を達成した。2009年も3年連続全試合出場を果たし、2010年に移籍するまで112試合連続出場を続けた。

### リールセSK

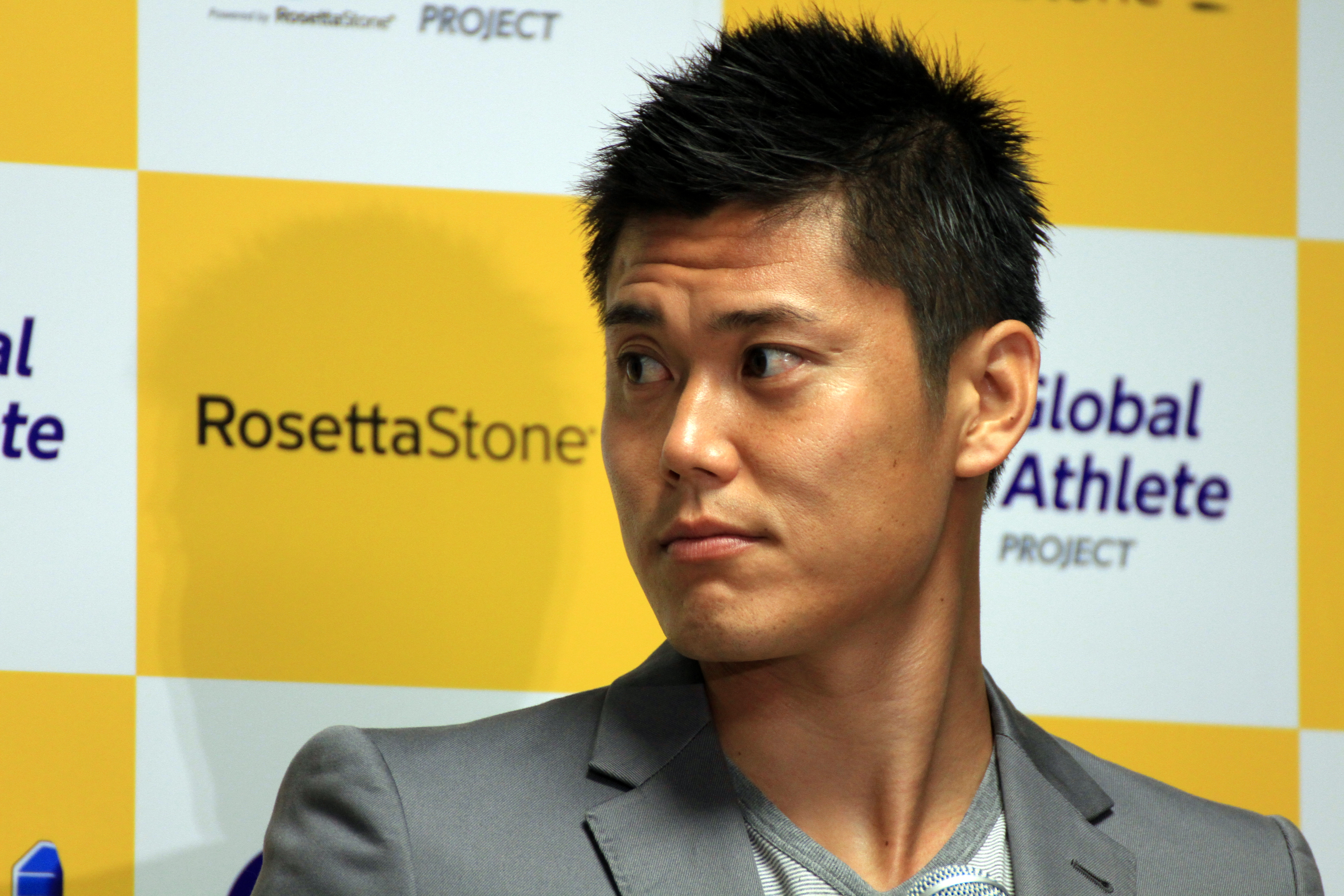
2011年

フェルフォーセンが旧知のアイメ・アントゥエニスに川島を紹介したことがきっかけとなり、2010年7月7日、ベルギー・ジュピラーリーグ（1部）に昇格したばかりのリールセSKへ2年契約で完全移籍した。12月には彩の国スポーツ功労賞を受賞。
リールセでは開幕戦から正GKとして起用されたものの、チームはなかなか勝利に恵まれず、毎試合大量失点を喫するなど常に残留争いの渦中にいたが、最終節のクラブ・ブルッヘ戦で、無失点に抑える活躍を見せ、逆転で昇格1年目となったリールセの1部残留に貢献したことで、リールセのサポーターの選ぶチームMVPに選出された。
2011年8月19日、リーグ第4節ゲルミナル・ベールショット戦で、一部のゲルミナルサポーターが川島に対し「カワシマ、フクシマ！」と同年3月11日に発生した福島第一原発事故に絡めた野次を飛ばしたため、これに激昂した川島が相手サポーターと審判に猛抗議し、試合が一時中断する騒動が起こった。これに対し、リールセはベルギーサッカー協会に抗議し、騒動を起こしたゲルミナルは公式HPに日本語で謝罪文を掲載し、9月にはゲルミナルのファノペン会長が直接川島に謝罪した。
10月14日よりリールセの主将に任命された。2011-12シーズンは、リーグ・カップ戦全36試合にフル出場し、前シーズンリーグワーストであった失点数も劇的に減るなど守備の要として2年連続での残留に貢献し、2季連続でチームMVPに選出された。

### スタンダール・リエージュ
2012年7月17日、ジュピラーリーグ4位（リールセは12位）のスタンダール・リエージュと3年契約を結び、同クラブへの完全移籍が発表された。2012-13シーズンは移籍1年目ながらリーグ戦全試合にフル出場した。
2014-15シーズンはシーズン中盤からレギュラーを外れた。2015年5月23日、スタンダール・リエージュを退団する事が発表された。

### ダンディー・ユナイテッド
2015年6月にスタンダール・リエージュを退団後は、移籍先が決まらずベルギーのチーム やイタリア2部のノヴァーラ・カルチョ、岡崎慎司の所属するイングランドのレスター・シティFC などのチームの練習に参加したが契約には繋がらず、無所属の状態が続いた。また、無所属という事で長年選出されてきた日本代表からも外された。10月には古巣のスタンダール・リエージュへ復帰する可能性があると報道された が、11月3日にスコットランドのダンディー・ユナイテッドFCと加入合意したことが発表され、12月29日に正式に加入。所属チームが決まった事もあり、2016年には代表復帰を果たした。降格危機にあるチームの救世主として期待され、第22節ダンディーFC戦 (ダンディー・ダービー) からミハウ・シュロムニク (Michał Szromnik) に代わって出場を続けたが、失点を減らすことはできず、2016年5月3日に降格が決定した。

### FCメス
2016年8月、リーグ・アンのFCメスへの移籍が発表された。しかし、クラブの公式ホームページで「川島は第3GKを務める」と発表され、スタメン出場が確約されない厳しい状態であると報道された。実戦から遠ざかっていることもあり、日本代表のスタメンを西川周作に奪われることとなったが、監督のヴァイッド・ハリルホジッチからは「彼がプレーするかどうかはまた別問題だが、経験のある選手の1人であるため、期待している」と評価されている。
年が明けた2017年1月8日、クープ・ドゥ・フランスのRCランス戦で移籍後初出場したがチームは0-2で敗れた。4月18日、第31節のパリ・サンジェルマン戦でリーグ戦デビューを果たした。5月14日、第37節のトゥールーズFC戦ではPKをストップして、フランスの有力紙でベストイレブンに選出された。最終的には、第3GKとして加入した2016-17シーズンだったが、チームの第1GKとなり、代表でも正GKとしてポジションを奪い返した。
2018年1月27日に行われたOGCニース戦ではPKを止めて、デビューから3連続でPKを止めた。これはリーグ・アンの過去10年間で初めての記録だった。シーズン通してスタメンとして出場するもチームは低迷し2部に降格した。シーズン終了後に契約満了により退団。

### ストラスブール
W杯後も長らく無所属が続いていたが、2018年8月30日に1年契約でのRCストラスブールへの加入が発表された。チームにはベルギー代表のマッツ・セルスやフランスU-21代表のビングル・カマラが所属している事もあり、第3GKとしての立場となった。2019年3月30日、大会を通して出場は無く、決勝戦もベンチ入りは出来なかったものの、チームは14年ぶりにクープ・ドゥ・ラ・リーグを制覇し、川島にとって初のクラブタイトルとなった。5月24日、最終節のFCナント戦で移籍後初出場を果たした。7月にストラスブールと新たに2年契約を結んだ。
2020年8月23日、正GKセルスがアキレス腱断裂の重傷、第2GKカマラが新型コロナウイルスの検査で陽性反応を示した事もあり、リーグ・アン開幕節のFCロリアン戦ではスタメン出場を果たした。
カマラの復帰後は暫くベンチスタートであったが、第11節モンペリエHSC戦で9試合ぶりにスタメンに抜擢され、第30節RCランス戦まで20試合連続で先発出場を果たした。
セルスが新型コロナウイルス感染により欠場したことで、第37節OGCニース戦からは再びスタメンに復帰し2試合負けなしでチームの残留に貢献した。
最終的にチームのGKではトップの24試合に出場、クリーンシート8回、失点31と安定した成績を残した。
2021-22シーズン以降は、怪我の影響などもあり出場機会が激減。21-22シーズンはトップチームではリーグ戦、カップ戦1試合ずつの出場に終わり、翌22-23シーズンはトップでの出場機会は一度もなく、公式戦出場はセカンドチームでのリーグ戦1試合のみの出場に終わり、シーズン終了後に退団。

### ジュビロ磐田
ストラスブール退団後は、半年間無所属となりフランスのアマチュアクラブ・FCヒップスハイムで調整を続けた。
2024年1月12日、昨シーズンにJ1昇格を果たしたジュビロ磐田への加入が発表された。13年ぶりのJリーグ復帰となった。半年間無所属だったため調子が不安視されていたが、2月24日の開幕戦・ヴィッセル神戸との試合でスタメン出場。40歳11カ月4日でのJ1開幕戦出場は歴代5位の年長記録で、GKではハーフナー・ディドの40歳5カ月23日の記録を更新し、GK最年長記録となった。3月1日、第2節の古巣・川崎戦でもスタメン出場し、川崎のホーム等々力陸上競技場で5053日ぶりにプレーした。その後も怪我で離脱した時期もあったが、レギュラーとして出場。10月19日に行われたセレッソ大阪戦では、試合終了間際のPKをストップし、クラブのJ1通算400勝目に貢献するなど したが、クラブの成績は奮わず、最終節でJ2への降格が決定した。
2025シーズンも磐田でプレー し、クラブの選手投票でキャプテンに就任した。

## 代表経歴
2002年、AFCユース選手権に出場するU-19日本代表に選出され、不動のレギュラーとして活躍。特に準決勝のウズベキスタン戦ではPK戦で2本止めるなどの活躍を見せた。2003年12月に行われたFIFAワールドユース選手権でも、イングランド戦、エジプト戦で数々の好セーブを見せ、チームのベスト8進出に貢献した。
2007年2月14日には山岸範宏、林彰洋らと共にフル代表候補合宿に初招集され、3月19日にはペルー戦以降ベンチ入りし、AFCアジアカップ2007でもメンバーに選ばれた。2008年2月17日、東アジアサッカー選手権・対北朝鮮戦でフル代表デビューを果たした。しかし、川崎のチームメイト（当時）である鄭大世にゴールを決められるデビューとなった。2008年になると川口能活の不振により楢﨑が正守護神に据えられるようになった。また、川口・楢﨑の不在時は主に都築龍太が起用されたため、この頃は代表でのスタメン機会には恵まれなかった。
2010年5月30日のFIFAワールドカップ・南アフリカ大会前のテストマッチ・対イングランド戦（1-2）では、敗れたもののフランク・ランパードのPKを阻止するなど強豪相手に好セーブを連発する活躍を見せ、楢﨑に代わり本大会での正GKの座を獲得した。本大会では、グループリーグ全3試合に出場。当時、テストマッチ全敗ということもあり前評判は低かったものの、初戦のカメルーン（1-0）で本田圭佑の決勝点を守りきり無失点で勝利すると、続くオランダ戦（0-1）では敗れたものの、ウェズレイ・スナイデルのスーパーゴールによる1失点に抑え、続くデンマーク戦（3-1）で勝利を収め、海外開催のワールドカップでは初となる決勝トーナメント進出を果たした。グループリーグは2失点（内、デンマークのヨン・ダール・トマソンのPKを防いで相手正面に弾いた際のこぼれ球による）という活躍でグループリーグ突破に貢献した。決勝トーナメント1回戦のパラグアイ戦では延長戦にもつれ込み120分間無失点に抑えたが、0−0のままPK戦となり、PK戦では5本全て決められ敗れた。
2011年に開催されたアジアカップでも正GKとして起用されるものの、グループリーグ第2戦シリア戦では不可解な判定で退場し、準々決勝のカタール代表戦でも2失点するなど出来が危ぶまれた。しかし、準決勝の韓国戦のPK戦では相手のシュートを2本止め、決勝のオーストラリア戦では多くの好セーブを見せて無失点に抑え、マンオブザマッチに選出される活躍で日本代表の2大会ぶりの優勝に貢献した。
2014年6月に開催された2014 FIFAワールドカップでは、日本代表史上初めて背番号「1」をつけて試合に出場した。2大会連続で全試合フル出場したが、チームは1勝も挙げられずグループリーグで敗退した。
2016年、6月3日に行われたブルガリア戦で約1年ぶりに日本代表として試合に出場し、2失点はしたものの試合終了間際のPKを止める活躍を見せた。
2018年5月、2018 FIFAワールドカップの出場メンバーに選出され自身3度目のワールドカップ代表入りを果たした。グループリーグ初戦のコロンビア戦では、キンテロの弾道の低いFKを止められず、失点した。第2戦のセネガル戦では、ボールをセネガルのサディオ・マネが居る所にパンチング、そのボールがマネに当たりそのままゴールしてしまうというミスを犯し、批判の的となった。控えの東口順昭や中村航輔を推す声も出た が、日本代表監督の西野朗がベテランの川島を信頼し、第3戦のポーランド戦ではキャプテンマークを巻いて出場し、カミル・グロシツキの決定的なヘディングシュートをゴールライン上、右手一本でストップするビッグセーブを見せるなど活躍。決勝トーナメント1回戦のベルギー戦では、数度の好守も見せた一方で、フェルトンゲンに決められたヘディングは、ポジションミスが原因という見解もあり、激闘の末、後半アディショナルタイムに失点し2-3で破れ、ベスト16という結果で終えた。3大会でW杯11試合出場は、長友佑都、長谷部誠と並び日本人最多出場となった。ミスで失点してしまうという点から批判されていたが、スポーツのデータ分析を手がける『Opta』によると7月6日（W杯期間中）までのロシアW杯のGKセーブ率ランキングで3位にランクインしている。
2019年6月、東京五輪世代中心で構成されたコパ・アメリカ2019のメンバーに選出された。初戦は、東京五輪世代の大迫敬介がスタメンに抜擢されるも、第2戦のウルグアイ戦でスタメン出場し、エディンソン・カバーニとの1対1でビッグセーブを見せるなど1年ぶりの代表戦で活躍。第3戦のエクアドル戦でも、ゴールマウスを守るもチームはグループリーグ敗退となった。
2022年カタールワールドカップの日本代表に選出。同じく代表に選ばれた長友と共に歴代4人目のタイ記録となる4度目のワールドカップ日本代表選出となった。しかし、日本代表が戦った4試合全てで権田修一が出場したため、本戦出場機会はなかった。12月15日、代表引退を発表した。

## 人物

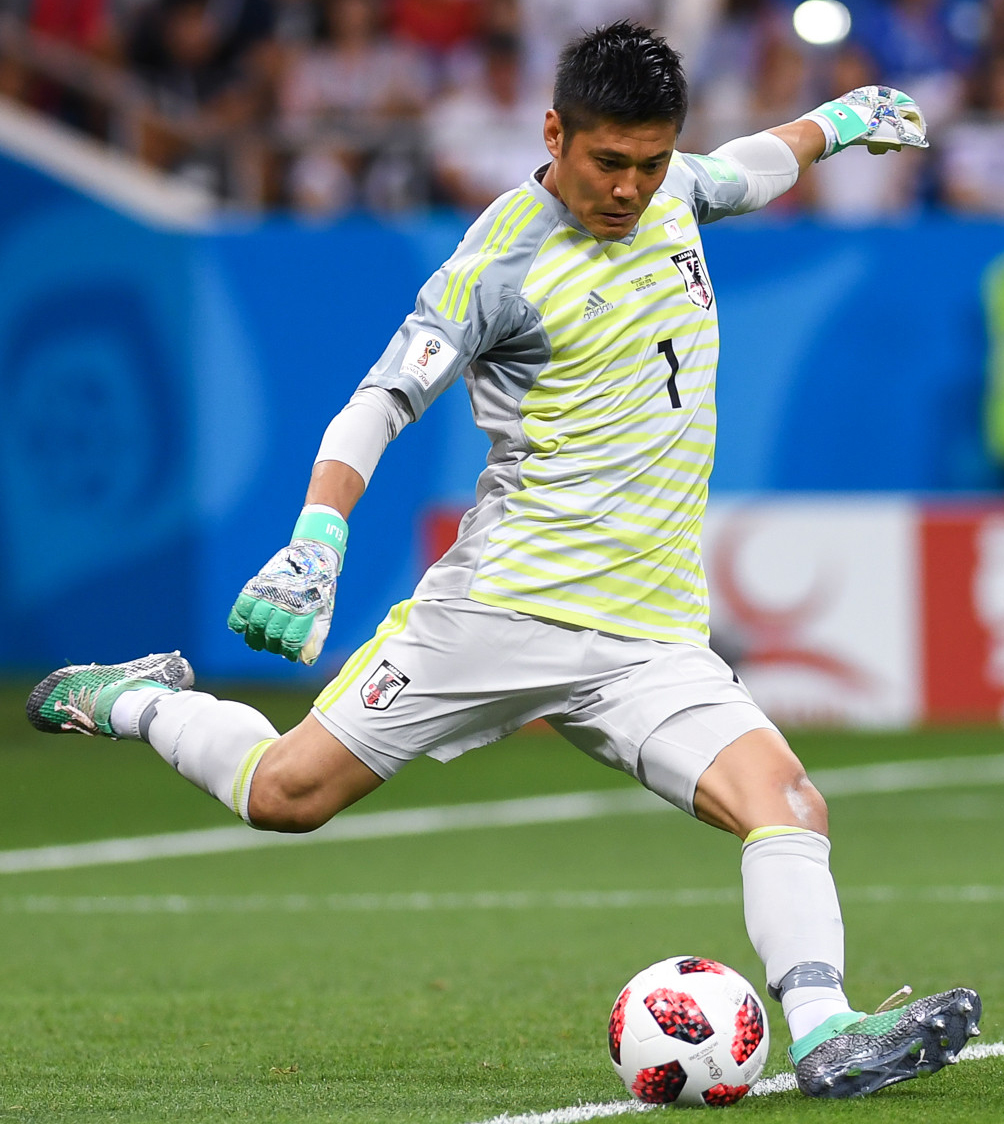
2018 FIFAワールドカップにて

川島は185cmとGKとしては平均的な身長だが、兄姉も長身であり、兄は183cm、姉は173cmあるとのこと。
川崎に在籍していた2010年6月までは、Jリーグ選手協会副会長（2010年7月時点で最年少就任記録）を務めていた。
2011年には殺虫剤メーカー・フマキラーの花粉対策商品「アレルシャット 花粉 鼻でブロック」CMキャラクターを務めた。
2013年にはJALカードのCMキャラクターを務めている。
2014年9月10日、日本とコロンビアのハーフである一般女性と結婚。2015年12月に第1子男児、2020年5月に第2子女児、2021年11月に第3子女児が誕生した。
2020年4月、イギリスメディアの選ぶ21世紀の日本代表ベスト11に選出された。

### 語学能力
海外のクラブに移籍する前から、下準備として日々英語・イタリア語・ポルトガル語などを勉強していた。2010年7月のリールセSKクラブハウスでの会見ではオランダ語と英語で挨拶をした上、英語の質問に英語で答えており、本人も英語でコミュニケーションが取れるので問題ないと語っている。
ポルトガル語は川崎通訳の中山和也によれば、通訳を通さなくても会話できるレベルである。永井謙佑がスタンダール・リエージュに加入する際の会見では通訳を務めた。報道ステーションのインタビューでは、英語、イタリア語、スペイン語、ポルトガル語は日常会話レベルで話せ、オランダ語、フランス語を勉強中と語った。
語学の重要性について「キーパーは喋れないと難しい。DFに指示を出さないといけない。自分も主張できるようにならないと」と述べている。

### PK阻止
PK阻止を得意としている。プロになって初のPK阻止は、2009年に行われたガンバ大阪戦で、キッカーはPKの名手で知られる遠藤保仁であった。その後も日本代表の正GKの座を掴むキッカケとなった2010年国際親善試合のイングランド戦でのフランク・ランパードのPKや2010 FIFAワールドカップのデンマーク戦でのヨン・ダール・トマソンのPKストップ（こぼれ球を決められている）、2011アジアカップ準決勝韓国戦のPK戦2人連続ストップなどがある。2016年に英放送局『Sky Sports』が制作した欧州五大リーグでプレイするGKを対象にPK阻止率のランキングでは、川島は34位にランクインしている。2017年11月10日に行われた親善試合ブラジル戦でも試合中2度あったネイマールのPKを1度止めており、2016年6月から2017年11月までの過去1年半のPK阻止率は「83.3％」であった。また、2018年1月27日に行われたリーグ・アン第23節のOGCニース戦では、マリオ・バロテッリのPKを止めた。こぼれ球を決められたものの、PKストップ扱いとなり、スポーツに関する様々なデータを配信している『Opta』によると「10年間以上のリーグアン（フランスリーグ）において最初のPK3本を阻止した初のGKになった」と伝えている。2024年に行われたセレッソ大阪戦では、磐田リードで迎えたアディショナルタイムにセレッソにPKが与えられたが、そのPKをセーブして磐田のJ1通算400勝に貢献した。
過去のPK阻止

| No. | 開催日         | キッカー                 | 対戦相手                 | 結果 | 大会                           |
| --- | -------------- | ------------------------ | ------------------------ | ---- | ------------------------------ |
| 1.  | 2009年7月1日   | 遠藤保仁                 | ガンバ大阪               | ○1-0 | J1リーグ                       |
| 2.  | 2010年5月30日  | フランク・ランパード     | イングランド代表         | ●1-2 | 国際親善試合                   |
| 3.  | 2010年6月24日  | ヨン・ダール・トマソン   | デンマーク代表           | ○3-1 | ワールドカップ                 |
| 4.  | 2010年11月13日 | カール・フーフケンス     | クラブ・ブルージュ       | ●0-2 | ジュピラー                     |
| 5.  | 2011年12月10日 | イェレ・ボセン           | ゲンク                   | ●0-4 | ジュピラー                     |
| 6.  | 2013年6月22日  | チチャリート             | メキシコ代表             | ●1-2 | コンフェデレーションズカップ   |
| 7.  | 2013年12月1日  | エルナン・ロサーダ       | リールセ                 | ○5-0 | ジュピラー                     |
| 8.  | 2014年3月8日   | セス・デ・ウィッテ       | メヘレン                 | ○2-0 | ジュピラー                     |
| 9.  | 2014年8月2日   | イバン・サンティニ       | コルトレイク             | ○3-2 | ジュピラー                     |
| 10. | 2016年2月13日  | アリ・クロフォード       | ハミルトン・アカデミカル | △0-0 | スコティッシュ・プレミアシップ |
| 11. | 2016年6月3日   | ゲオルギ・ミラノフ       | ブルガリア代表           | ○7-2 | コンフェデレーションズカップ   |
| 12. | 2017年3月28日  | ティーラシン・デーンダー | タイ代表                 | ○4-0 | ワールドカップアジア予選       |
| 13. | 2017年5月14日  | アンディ・ドゥロール     | トゥールーズ             | △1-1 | リーグ・アン                   |
| 14. | 2017年11月10日 | ネイマール               | ブラジル代表             | ●1-3 | 国際親善試合                   |
| 15. | 2018年1月27日  | マリオ・バロテッリ       | ニース                   | ○2-1 | リーグ・アン                   |
| 16. | 2020年12月13日 | ディラン・ブロン         | メス                     | △2-2 | リーグ・アン                   |
| 17. | 2024年10月19日 | レオ・セアラ             | セレッソ大阪             | ○2-1 | J1リーグ                       |
| 18. | 2025年2月22日  | ヴィキンタス・スリヴカ   | サガン鳥栖               | ○1-0 | J2リーグ                       |

## 所属クラブ
ユース経歴
- ジャクパ淑徳与野クラブ
- 与野八幡サッカースポーツ少年団
- 1995年 - 1997年 与野西中学校
- 1998年 - 2000年 埼玉県立浦和東高等学校

プロ経歴
- 2001年 - 2003年 大宮アルディージャ
- 2004年 - 2006年 名古屋グランパスエイト
- 2007年 - 2010年7月 川崎フロンターレ
- 2010年 - 2012年 リールセSK
- 2012年 - 2015年 スタンダール・リエージュ
- 2015年12月 - 2016年 ダンディー・ユナイテッドFC
- 2016年 - 2018年 FCメス
- 2018年 - 2023年 RCストラスブール
- 2024年 - ジュビロ磐田

## 個人成績
| 国内大会個人成績 | 国内大会個人成績 | 国内大会個人成績 | 国内大会個人成績 | 国内大会個人成績 | 国内大会個人成績 | 国内大会個人成績 | 国内大会個人成績 | 国内大会個人成績 | 国内大会個人成績 | 国内大会個人成績 | 国内大会個人成績 |
| 年度             | クラブ           | 背番号           | リーグ           | リーグ戦         | リーグ戦         | リーグ杯         | リーグ杯         | オープン杯       | オープン杯       | 期間通算         | 期間通算         |
| 年度             | クラブ           | 背番号           | リーグ           | 出場             | 得点             | 出場             | 得点             | 出場             | 得点             | 出場             | 得点             |
| 日本             | 日本             | 日本             | 日本             | リーグ戦         | リーグ戦         | リーグ杯         | リーグ杯         | 天皇杯           | 天皇杯           | 期間通算         | 期間通算         |
| ---------------- | ---------------- | ---------------- | ---------------- | ---------------- | ---------------- | ---------------- | ---------------- | ---------------- | ---------------- | ---------------- | ---------------- |
| 2001             | 大宮             | 22               | J2               | 0                | 0                | 0                | 0                | 0                | 0                | 0                | 0                |
| 2002             | 大宮             | 22               | J2               | 8                | 0                | -                | -                | 4                | 0                | 12               | 0                |
| 2003             | 大宮             | 21               | J2               | 33               | 0                | -                | -                | 0                | 0                | 33               | 0                |
| 2004             | 名古屋           | 22               | J1               | 4                | 0                | 8                | 0                | 0                | 0                | 12               | 0                |
| 2005             | 名古屋           | 22               | J1               | 3                | 0                | 6                | 0                | 1                | 0                | 10               | 0                |
| 2006             | 名古屋           | 22               | J1               | 10               | 0                | 4                | 0                | 0                | 0                | 14               | 0                |
| 2007             | 川崎             | 1                | J1               | 34               | 0                | 3                | 0                | 4                | 0                | 41               | 0                |
| 2008             | 川崎             | 1                | J1               | 34               | 0                | 1                | 0                | 1                | 0                | 36               | 0                |
| 2009             | 川崎             | 1                | J1               | 34               | 0                | 3                | 0                | 1                | 0                | 38               | 0                |
| 2010             | 川崎             | 1                | J1               | 11               | 0                | -                | -                | -                | -                | 11               | 0                |
| ベルギー         | ベルギー         | ベルギー         | ベルギー         | リーグ戦         | リーグ戦         | リーグ杯         | リーグ杯         | ベルギー杯       | ベルギー杯       | 期間通算         | 期間通算         |
| 2010-11          | リールセ         | 1                | ジュピラー       | 23               | 0                | -                | -                | 2                | 0                | 25               | 0                |
| 2011-12          | リールセ         | 1                | ジュピラー       | 30               | 0                | -                | -                | 6                | 0                | 36               | 0                |
| 2012-13          | リエージュ       | 1                | ジュピラー       | 30               | 0                | -                | -                | 0                | 0                | 30               | 0                |
| 2013-14          | リエージュ       | 1                | ジュピラー       | 27               | 0                | -                | -                | 1                | 0                | 28               | 0                |
| 2014-15          | リエージュ       | 1                | ジュピラー       | 11               | 0                | -                | -                | 1                | 0                | 12               | 0                |
| スコットランド   | スコットランド   | スコットランド   | スコットランド   | リーグ戦         | リーグ戦         | S・リーグ杯      | S・リーグ杯      | スコティッシュ杯 | スコティッシュ杯 | 期間通算         | 期間通算         |
| 2015-16          | ダンディー       | 1                | プレミア         | 16               | 0                | -                | -                | 1                | 0                | 17               | 0                |
| フランス         | フランス         | フランス         | フランス         | リーグ戦         | リーグ戦         | F・リーグ杯      | F・リーグ杯      | フランス杯       | フランス杯       | 期間通算         | 期間通算         |
| 2016-17          | メス             | 16               | リーグ・アン     | 5                | 0                | 0                | 0                | 1                | 0                | 6                | 0                |
| 2017-18          | メス             | 16               | リーグ・アン     | 29               | 0                | 0                | 0                | 1                | 0                | 30               | 0                |
| 2018-19          | ストラスブール   | 16               | リーグ・アン     | 1                | 0                | 0                | 0                | 0                | 0                | 1                | 0                |
| 2019-20          | ストラスブール   | 16               | リーグ・アン     | 0                | 0                | 0                | 0                | 0                | 0                | 0                | 0                |
| 2020-21          | ストラスブール   | 16               | リーグ・アン     | 24               | 0                | -                | -                | 0                | 0                | 24               | 0                |
| 2021-22          | ストラスブール   | 16               | リーグ・アン     | 1                | 0                | -                | -                | 1                | 0                | 2                | 0                |
| 2022-23          | ストラスブール   | 16               | リーグ・アン     | 0                | 0                | -                | -                | 0                | 0                | 0                | 0                |
| 日本             | 日本             | 日本             | 日本             | リーグ戦         | リーグ戦         | リーグ杯         | リーグ杯         | 天皇杯           | 天皇杯           | 期間通算         | 期間通算         |
| 2024             | 磐田             | 1                | J1               | 32               | 0                | 0                | 0                | 0                | 0                | 32               | 0                |
| 通算             | 日本             | 日本             | J1               | 162              | 0                | 25               | 0                | 7                | 0                | 194              | 0                |
| 通算             | 日本             | 日本             | J2               | 41               | 0                | -                | -                | 4                | 0                | 45               | 0                |
| 通算             | ベルギー         | ベルギー         | ジュピラー       | 121              | 0                | -                | -                | 10               | 0                | 131              | 0                |
| 通算             | スコットランド   | スコットランド   | プレミア         | 16               | 0                | 0                | 0                | 1                | 0                | 17               | 0                |
| 通算             | フランス         | フランス         | リーグ・アン     | 60               | 0                | 0                | 0                | 3                | 0                | 63               | 0                |
| 総通算           | 総通算           | 総通算           | 総通算           | 400              | 0                | 25               | 0                | 25               | 0                | 450              | 0                |

| 2016-17 | FCメスII         | 16       | CFA3   | 12 | 0 | 12 | 0 |
| 2017-18 | FCメスII         | 16       | CFA3   | 1  | 0 | 1  | 0 |
| 2018-19 | ストラスブールII | 16       | CFA3   | 5  | 0 | 5  | 0 |
| 2019-20 | ストラスブールII | 16       | CFA3   | 7  | 0 | 7  | 0 |
| 2022-23 | ストラスブールII | 16       | CFA3   | 1  | 0 | 1  | 0 |
| 通算    | フランス         | フランス | CFA3   | 26 | 0 | 26 | 0 |
| 総通算  | 総通算           | 総通算   | 総通算 | 26 | 0 | 26 | 0 |

その他の試合
- 2011年
  - ベルギーリーグ・ヨーロッパリーグ プレーオフ（5試合）
- 2012
  - ベルギーリーグ・ヨーロッパリーグ プレーオフ（6試合）
- 2013年
  - ベルギーリーグ・チャンピオンシップ プレーオフ（10試合）
- 2014年
  - ベルギーリーグ・チャンピオンシップ プレーオフ（10試合）

| 国際大会個人成績 | 国際大会個人成績 | 国際大会個人成績 | 国際大会個人成績 | 国際大会個人成績 |
| 年度             | クラブ           | 背番号           | 出場             | 得点             |
| AFC              | AFC              | AFC              | ACL              | ACL              |
| ---------------- | ---------------- | ---------------- | ---------------- | ---------------- |
| 2007             | 川崎             | 1                | 7                | 0                |
| 2009             | 川崎             | 1                | 9                | 0                |
| 2010             | 川崎             | 1                | 6                | 0                |
| UEFA             | UEFA             | UEFA             | UEFA EL          | UEFA EL          |
| 2013-14          | リエージュ       | 1                | 3                | 0                |
| 2014-15          | リエージュ       | 1                | 3                | 0                |
| 通算             | AFC              | AFC              | 22               | 0                |
| 通算             | UEFA             | UEFA             | 6                | 0                |

その他の国際公式戦
- 2013年
  - UEFAヨーロッパリーグ 2013-14 予選（6試合）
- 2014年
  - UEFAチャンピオンズリーグ 2014-15 予選（4試合）

- Jリーグ初出場 - 2002年4月6日 J2第7節 vs大分トリニータ（大分スタジアム）

## タイトル

### クラブ
ストラスブール
- クープ・ドゥ・ラ・リーグ：2018-19

### 代表
日本代表
- AFCアジアカップ：2011

### 個人
- 国民体育大会 優秀選手：2000
- 関東高校サッカー大会 優秀選手：2000
- AFCユース選手権 ベストイレブン：2002
- Jリーグベストイレブン：2009
- Jリーグ フェアプレー個人賞：2009
- 彩の国功労賞：2019, 2023
- 彩の国スポーツ功労賞：2010

## 代表歴
- 国際Aマッチ初出場 - 2008年2月17日東アジアサッカー選手権2008 vs北朝鮮代表[1]（重慶市奥林匹克体育中心）
- 国際Aマッチ初完封 - 2009年10月10日 vsスコットランド代表[1]（横浜国際総合競技場）

### 出場大会
- U-18日本代表（2001年）
- U-19日本代表
  - AFCユース選手権2002（準優勝）
- U-20日本代表
  - 2003 FIFAワールドユース選手権（ベスト8）
- U-23日本代表
  - アテネオリンピック予備登録
- 日本代表
  - 2007年 - AFCアジアカップ2007（4位）
  - 2008年 - 2010 FIFAワールドカップ・アジア3次予選、東アジアサッカー選手権2008（準優勝）、2010 FIFAワールドカップ・アジア4次予選
  - 2010年 - 2010 FIFAワールドカップ（ベスト16）
  - 2011年 - AFCアジアカップ2011（優勝）、2014 FIFAワールドカップ・アジア3次予選
  - 2012年 - 2014 FIFAワールドカップ・アジア4次予選
  - 2013年 - FIFAコンフェデレーションズカップ2013（グループリーグ敗退）
  - 2014年 - 2014 FIFAワールドカップ（グループリーグ敗退）
  - 2015年 - AFCアジアカップ2015（ベスト8）、2018 FIFAワールドカップ・アジア2次予選
  - 2016年 - キリンカップサッカー2016（準優勝）、2018 FIFAワールドカップ・アジア3次予選
  - 2018年 - 2018 FIFAワールドカップ（ベスト16）
  - 2019年 - コパ・アメリカ2019（グループリーグ敗退）、2022 FIFAワールドカップ・アジア2次予選
  - 2021年 - 2022 FIFAワールドカップ・アジア3次予選
  - 2022年 - 2022 FIFAワールドカップ（ベスト16）

### 試合数
- 国際Aマッチ 95試合 0得点（2008年 -2022年）[1]

| 日本代表 | 国際Aマッチ | 国際Aマッチ |
| 年       | 出場        | 得点        |
| -------- | ----------- | ----------- |
| 2008     | 1           | 0           |
| 2009     | 7           | 0           |
| 2010     | 8           | 0           |
| 2011     | 12          | 0           |
| 2012     | 11          | 0           |
| 2013     | 14          | 0           |
| 2014     | 11          | 0           |
| 2015     | 7           | 0           |
| 2016     | 1           | 0           |
| 2017     | 9           | 0           |
| 2018     | 7           | 0           |
| 2019     | 3           | 0           |
| 2020     | 0           | 0           |
| 2021     | 2           | 0           |
| 2022     | 2           | 0           |
| 通算     | 95          | 0           |

### 出場
| No. | 開催日         | 開催都市             | スタジアム                                     | 対戦相手         | 結果        | 監督                       | 大会                                   |
| --- | -------------- | -------------------- | ---------------------------------------------- | ---------------- | ----------- | -------------------------- | -------------------------------------- |
| 1.  | 2008年02月17日 | 重慶市               | 重慶奥林匹克体育中心                           | 北朝鮮           | △1-1        | 岡田武史                   | 東アジアサッカー選手権2008             |
| 2.  | 2009年01月20日 | 熊本県               | 熊本県民総合運動公園陸上競技場                 | イエメン         | ○2-1        | 岡田武史                   | AFCアジアカップ2011・最終予選          |
| 3.  | 2009年01月28日 | リファー             | バーレーン・ナショナル・スタジアム             | バーレーン       | ●0-1        | 岡田武史                   | AFCアジアカップ2011・最終予選          |
| 4.  | 2009年09月05日 | エンスヘーデ         | デ・フロルーシュ・フェステ                     | オランダ         | ●0-3        | 岡田武史                   | 国際親善試合                           |
| 5.  | 2009年10月10日 | 神奈川県             | 横浜国際総合競技場                             | スコットランド   | ○2-0        | 岡田武史                   | キリンチャレンジカップ2009             |
| 6.  | 2009年10月14日 | 宮城県               | 宮城スタジアム                                 | トーゴ           | ○5-0        | 岡田武史                   | キリンチャレンジカップ2009             |
| 7.  | 2009年11月14日 | ポート・エリザベス   | ネルソン・マンデラ・ベイ・スタジアム           | 南アフリカ共和国 | △0-0        | 岡田武史                   | 国際親善試合                           |
| 8.  | 2009年11月18日 | 香港                 | 香港スタジアム                                 | 香港             | ○4-0        | 岡田武史                   | AFCアジアカップ2011・最終予選          |
| 9.  | 2010年05月30日 | グラーツ             | UPCアレナ                                      | イングランド     | ●1-2        | 岡田武史                   | 国際親善試合                           |
| 10. | 2010年06月04日 | シオン               | スタッド・ドゥ・トゥールビヨン                 | コートジボワール | ●0-2        | 岡田武史                   | 国際親善試合                           |
| 11. | 2010年06月14日 | ブルームフォンテーン | フリー・ステイト・スタジアム                   | カメルーン       | ○1-0        | 岡田武史                   | 2010 FIFAワールドカップ                |
| 12. | 2010年06月19日 | ダーバン             | モーゼス・マヒダ・スタジアム                   | オランダ         | ●0-1        | 岡田武史                   | 2010 FIFAワールドカップ                |
| 13. | 2010年06月24日 | ルステンブルク       | ロイヤル・バフォケン・スタジアム               | デンマーク       | ○3-1        | 岡田武史                   | 2010 FIFAワールドカップ                |
| 14. | 2010年06月29日 | プレトリア           | ロフタス・ヴァースフェルド・スタジアム         | パラグアイ       | △0-0(PK3-5) | 岡田武史                   | 2010 FIFAワールドカップ                |
| 15. | 2010年09月04日 | 神奈川県             | 横浜国際総合競技場                             | パラグアイ       | ○1-0        | 原博実（代行）             | キリンチャレンジカップ2010             |
| 16. | 2010年10月08日 | 埼玉県               | 埼玉スタジアム2002                             | アルゼンチン     | ○1-0        | アルベルト・ザッケローニ   | キリンチャレンジカップ2010             |
| 17. | 2011年01月09日 | ドーハ               | カタールSCスタジアム                           | ヨルダン         | △1-1        | アルベルト・ザッケローニ   | AFCアジアカップ2011                    |
| 18. | 2011年01月13日 | ドーハ               | カタールSCスタジアム                           | シリア           | ○2-1        | アルベルト・ザッケローニ   | AFCアジアカップ2011                    |
| 19. | 2011年01月21日 | ドーハ               | アル・ガラファ・スタジアム                     | カタール         | ○3-2        | アルベルト・ザッケローニ   | AFCアジアカップ2011                    |
| 20. | 2011年01月25日 | ドーハ               | アル・ガラファ・スタジアム                     | 韓国             | △2-2(PK3-0) | アルベルト・ザッケローニ   | AFCアジアカップ2011                    |
| 21. | 2011年01月29日 | ライヤーン           | ハリーファ国際スタジアム                       | オーストラリア   | ○1-0(延長)  | アルベルト・ザッケローニ   | AFCアジアカップ2011                    |
| 22. | 2011年06月01日 | 新潟県               | 新潟スタジアム                                 | ペルー           | △0-0        | アルベルト・ザッケローニ   | キリンカップサッカー2011               |
| 23. | 2011年06月07日 | 神奈川県             | 横浜国際総合競技場                             | チェコ           | △0-0        | アルベルト・ザッケローニ   | キリンカップサッカー2011               |
| 24. | 2011年08月10日 | 北海道               | 札幌ドーム                                     | 韓国             | ○3-0        | アルベルト・ザッケローニ   | キリンチャレンジカップ2011             |
| 25. | 2011年09月02日 | 埼玉県               | 埼玉スタジアム2002                             | 北朝鮮           | ○1-0        | アルベルト・ザッケローニ   | 2014 FIFAワールドカップ・アジア3次予選 |
| 26. | 2011年09月06日 | タシケント           | パフタコール・マルカジイ・スタジアム           | ウズベキスタン   | △1-1        | アルベルト・ザッケローニ   | 2014 FIFAワールドカップ・アジア3次予選 |
| 27. | 2011年10月11日 | 大阪府               | 長居陸上競技場                                 | タジキスタン     | ○8-0        | アルベルト・ザッケローニ   | 2014 FIFAワールドカップ・アジア3次予選 |
| 28. | 2011年11月11日 | ドゥシャンベ         | パミール・スタジアム                           | タジキスタン     | ○4-0        | アルベルト・ザッケローニ   | 2014 FIFAワールドカップ・アジア3次予選 |
| 29. | 2012年02月29日 | 愛知県               | 豊田スタジアム                                 | ウズベキスタン   | ●0-1        | アルベルト・ザッケローニ   | 2014 FIFAワールドカップ・アジア3次予選 |
| 30. | 2012年05月23日 | 静岡県               | 静岡県小笠山総合運動公園スタジアム             | アゼルバイジャン | ○2-0        | アルベルト・ザッケローニ   | キリンチャレンジカップ2012             |
| 31. | 2012年06月03日 | 埼玉県               | 埼玉スタジアム2002                             | オマーン         | ○3-0        | アルベルト・ザッケローニ   | 2014 FIFAワールドカップ・アジア4次予選 |
| 32. | 2012年06月08日 | 埼玉県               | 埼玉スタジアム2002                             | ヨルダン         | ○6-0        | アルベルト・ザッケローニ   | 2014 FIFAワールドカップ・アジア4次予選 |
| 33. | 2012年06月12日 | ブリスベン           | ブリスベン・スタジアム                         | オーストラリア   | △1-1        | アルベルト・ザッケローニ   | 2014 FIFAワールドカップ・アジア4次予選 |
| 34. | 2012年08月15日 | 北海道               | 札幌ドーム                                     | ベネズエラ       | △1-1        | アルベルト・ザッケローニ   | キリンチャレンジカップ2012             |
| 35. | 2012年09月06日 | 新潟県               | 新潟スタジアム                                 | アラブ首長国連邦 | ○1-0        | アルベルト・ザッケローニ   | キリンチャレンジカップ2012             |
| 36. | 2012年09月11日 | 埼玉県               | 埼玉スタジアム2002                             | イラク           | ○1-0        | アルベルト・ザッケローニ   | 2014 FIFAワールドカップ・アジア4次予選 |
| 37. | 2012年10月12日 | サンドニ             | スタッド・ド・フランス                         | フランス         | ○1-0        | アルベルト・ザッケローニ   | 国際親善試合                           |
| 38. | 2012年10月16日 | ヴロツワフ           | ヴロツワフ市立競技場                           | ブラジル         | ●0-4        | アルベルト・ザッケローニ   | 国際親善試合                           |
| 39. | 2012年11月14日 | マスカット           | スルタン・カーブース・スポーツ・コンプレックス | オマーン         | ○2-1        | アルベルト・ザッケローニ   | 2014 FIFAワールドカップ・アジア4次予選 |
| 40. | 2013年02月06日 | 兵庫県               | 御崎公園球技場                                 | ラトビア         | ○3-0        | アルベルト・ザッケローニ   | キリンチャレンジカップ2013             |
| 41. | 2013年03月22日 | ライヤーン           | ハリーファ国際スタジアム                       | カナダ           | ○2-1        | アルベルト・ザッケローニ   | 国際親善試合                           |
| 42. | 2013年03月26日 | アンマン             | アンマン国際スタジアム                         | ヨルダン         | ●1-2        | アルベルト・ザッケローニ   | 2014 FIFAワールドカップ・アジア4次予選 |
| 43. | 2013年05月30日 | 愛知県               | 豊田スタジアム                                 | ブルガリア       | ●0-2        | アルベルト・ザッケローニ   | キリンチャレンジカップ2013             |
| 44. | 2013年06月04日 | 埼玉県               | 埼玉スタジアム2002                             | オーストラリア   | △1-1        | アルベルト・ザッケローニ   | 2014 FIFAワールドカップ・アジア4次予選 |
| 45. | 2013年06月11日 | ドーハ               | グランド・ハマド・スタジアム                   | イラク           | ○1-0        | アルベルト・ザッケローニ   | 2014 FIFAワールドカップ・アジア4次予選 |
| 46. | 2013年06月15日 | ブラジリア           | エスタジオ・ナシオナル・デ・ブラジリア         | ブラジル         | ●0-3        | アルベルト・ザッケローニ   | FIFAコンフェデレーションカップ2013     |
| 47. | 2013年06月19日 | レシフェ             | アレナ・ペルナンブーコ                         | イタリア         | ●3-4        | アルベルト・ザッケローニ   | FIFAコンフェデレーションカップ2013     |
| 48. | 2013年06月22日 | ベロオリゾンテ       | ミネイロン                                     | メキシコ         | ●1-2        | アルベルト・ザッケローニ   | FIFAコンフェデレーションカップ2013     |
| 49. | 2013年08月14日 | 宮城県               | 宮城スタジアム                                 | ウルグアイ       | ●2-4        | アルベルト・ザッケローニ   | キリンチャレンジカップ2013             |
| 50. | 2013年09月10日 | 神奈川県             | 横浜国際総合競技場                             | ガーナ           | ○3-1        | アルベルト・ザッケローニ   | キリンチャレンジカップ2013             |
| 51. | 2013年10月11日 | ノビサド             | スタディオン・カラジョルジェ                   | セルビア         | ●0-2        | アルベルト・ザッケローニ   | 国際親善試合                           |
| 52. | 2013年10月15日 | ミンスク             | トルペド・スタジアム                           | ベラルーシ       | ●0-1        | アルベルト・ザッケローニ   | 国際親善試合                           |
| 53. | 2013年11月19日 | ブリュッセル         | ボードゥアン国王競技場                         | ベルギー         | ○3-2        | アルベルト・ザッケローニ   | 国際親善試合                           |
| 54. | 2014年03月05日 | 東京都               | 国立霞ヶ丘競技場陸上競技場                     | ニュージーランド | ○4-2        | アルベルト・ザッケローニ   | キリンチャレンジカップ2014             |
| 55. | 2014年05月27日 | 埼玉県               | 埼玉スタジアム2002                             | キプロス         | ○1-0        | アルベルト・ザッケローニ   | キリンチャレンジカップ2014             |
| 56. | 2014年06月02日 | タンパ               | レイモンド・ジェームス・スタジアム             | コスタリカ       | ○3-1        | アルベルト・ザッケローニ   | 国際親善試合                           |
| 57. | 2014年06月14日 | レシフェ             | アレナ・ペルナンブーコ                         | コートジボワール | ●1-2        | アルベルト・ザッケローニ   | 2014 FIFAワールドカップ                |
| 58. | 2014年06月19日 | ナタール             | アレーナ・ダス・ドゥーナス                     | ギリシャ         | △0-0        | アルベルト・ザッケローニ   | 2014 FIFAワールドカップ                |
| 59. | 2014年06月24日 | クイアバ             | アレーナ・パンタナール                         | コロンビア       | ●1-4        | アルベルト・ザッケローニ   | 2014 FIFAワールドカップ                |
| 60. | 2014年09月05日 | 北海道               | 札幌ドーム                                     | ウルグアイ       | ●0-2        | ハビエル・アギーレ         | キリンチャレンジカップ2014             |
| 61. | 2014年09月09日 | 神奈川県             | 横浜国際総合競技場                             | ベネズエラ       | △2-2        | ハビエル・アギーレ         | キリンチャレンジカップ2014             |
| 62. | 2014年10月14日 | シンガポール         | シンガポール・ナショナルスタジアム             | ブラジル         | ●0-4        | ハビエル・アギーレ         | 国際親善試合                           |
| 63. | 2014年11月14日 | 愛知県               | 豊田スタジアム                                 | ホンジュラス     | ○6-0        | ハビエル・アギーレ         | キリンチャレンジカップ2014             |
| 64. | 2014年11月18日 | 大阪府               | 長居陸上競技場                                 | オーストラリア   | ○2-1        | ハビエル・アギーレ         | キリンチャレンジカップ2014             |
| 65. | 2015年01月12日 | ニューカッスル       | ニューカッスル・スタジアム                     | パレスチナ       | ○4-0        | ハビエル・アギーレ         | AFCアジアカップ2011                    |
| 66. | 2015年01月16日 | ブリスベン           | ブリスベン・スタジアム                         | イラク           | ○1-0        | ハビエル・アギーレ         | AFCアジアカップ2011                    |
| 67. | 2015年01月20日 | メルボルン           | メルボルン・レクタンギュラー・スタジアム       | ヨルダン         | ○2-0        | ハビエル・アギーレ         | AFCアジアカップ2011                    |
| 68. | 2015年01月23日 | シドニー             | スタジアム・オーストラリア                     | アラブ首長国連邦 | △1-1(PK4-5) | ハビエル・アギーレ         | AFCアジアカップ2011                    |
| 69. | 2015年03月31日 | 東京都               | 東京スタジアム                                 | ウズベキスタン   | ○5-1        | ヴァイッド・ハリルホジッチ | JALチャレンジカップ2015                |
| 70. | 2015年06月11日 | 神奈川県             | 横浜国際総合競技場                             | イラク           | ○4-0        | ヴァイッド・ハリルホジッチ | キリンチャレンジカップ2015             |
| 71. | 2015年06月16日 | 埼玉県               | 埼玉スタジアム2002                             | シンガポール     | △0-0        | ヴァイッド・ハリルホジッチ | 2018 FIFAワールドカップ・アジア2次予選 |
| 72. | 2016年06月03日 | 愛知県               | 豊田スタジアム                                 | ブルガリア       | ○7-2        | ヴァイッド・ハリルホジッチ | キリンカップサッカー2016               |
| 73. | 2017年03月23日 | アル・アイン         | ハッザーア・ビン・ザーイド・スタジアム         | アラブ首長国連邦 | ○2-0        | ヴァイッド・ハリルホジッチ | 2018 FIFAワールドカップ・アジア3次予選 |
| 74. | 2017年03月28日 | 埼玉県               | 埼玉スタジアム2002                             | タイ             | ○4-0        | ヴァイッド・ハリルホジッチ | 2018 FIFAワールドカップ・アジア3次予選 |
| 75. | 2017年06月07日 | 東京都               | 東京スタジアム                                 | シリア           | △1-1        | ヴァイッド・ハリルホジッチ | 国際親善試合                           |
| 76. | 2017年06月13日 | テヘラン             | シャヒード・ダストゲルディ・スタジアム         | イラク           | △1-1        | ヴァイッド・ハリルホジッチ | 2018 FIFAワールドカップ・アジア3次予選 |
| 77. | 2017年08月31日 | 埼玉県               | 埼玉スタジアム2002                             | オーストラリア   | ○2-0        | ヴァイッド・ハリルホジッチ | 2018 FIFAワールドカップ・アジア3次予選 |
| 78. | 2017年09月05日 | ジッダ               | キング・アブドゥッラー・スポーツ・シティ       | サウジアラビア   | ●0-1        | ヴァイッド・ハリルホジッチ | 2018 FIFAワールドカップ・アジア3次予選 |
| 79. | 2017年10月06日 | 愛知県               | 豊田スタジアム                                 | ニュージーランド | ○2-1        | ヴァイッド・ハリルホジッチ | キリンチャレンジカップ2018             |
| 80. | 2017年11月10日 | リール               | スタッド・ピエール＝モーロワ                   | ブラジル         | ●1-3        | ヴァイッド・ハリルホジッチ | 国際親善試合                           |
| 81. | 2017年11月14日 | ブルージュ           | ヤン・ブレイデルスタディオン                   | ベルギー         | ●0-1        | ヴァイッド・ハリルホジッチ | 国際親善試合                           |
| 82. | 2018年03月27日 | リエージュ           | スタッド・モーリス・デュフラン                 | ウクライナ       | ●1-2        | ヴァイッド・ハリルホジッチ | キリンチャレンジカップ2018 in EUROPE   |
| 83. | 2018年05月30日 | 神奈川県             | 横浜国際総合競技場                             | ガーナ           | ●0-2        | 西野朗                     | キリンチャレンジカップ                 |
| 84. | 2018年06月08日 | ルガーノ             | スタディオ・コルナレド                         | スイス           | ●0-2        | 西野朗                     | 国際親善試合                           |
| 85. | 2018年06月19日 | サランスク           | モルドヴィア・アリーナ                         | コロンビア       | ○2-1        | 西野朗                     | 2018 FIFAワールドカップ                |
| 86. | 2018年06月24日 | エカテリンブルク     | エカテリンブルク・アリーナ                     | セネガル         | △2-2        | 西野朗                     | 2018 FIFAワールドカップ                |
| 87. | 2018年06月28日 | ヴォルゴグラード     | ヴォルゴグラード・アリーナ                     | ポーランド       | ●0-1        | 西野朗                     | 2018 FIFAワールドカップ                |
| 88. | 2018年07月02日 | ロストフ・ナ・ドヌ   | ロストフ・アリーナ                             | ベルギー         | ●2-3        | 西野朗                     | 2018 FIFAワールドカップ                |
| 89. | 2019年06月20日 | ポルト・アレグレ     | アレーナ・ド・グレミオ                         | ウルグアイ       | △2-2        | 森保一                     | コパ・アメリカ2019                     |
| 90. | 2019年06月24日 | ベロオリゾンテ       | ミネイロン                                     | エクアドル       | △1-1        | 森保一                     | コパ・アメリカ2019                     |
| 91. | 2019年11月19日 | 大阪府               | 市立吹田サッカースタジアム                     | ベネズエラ       | ●1-4        | 森保一                     | キリンチャレンジカップ2019             |
| 92. | 2021年05月28日 | 千葉県               | フクダ電子アリーナ                             | ミャンマー       | ○10-0       | 森保一                     | 2022 FIFAワールドカップ・アジア2次予選 |
| 93. | 2021年06月15日 | 大阪府               | 市立吹田サッカースタジアム                     | キルギス         | ○5-1        | 森保一                     | 2022 FIFAワールドカップ・アジア2次予選 |
| 94. | 2022年03月29日 | 埼玉県               | 埼玉スタジアム2002                             | ベトナム         | △1-1        | 森保一                     | 2022 FIFAワールドカップ・アジア3次予選 |
| 95. | 2022年06月10日 | 兵庫県               | 御崎公園球技場                                 | ガーナ           | ○4-1        | 森保一                     | キリンカップサッカー2022               |

## 出演

### CM
- フマキラー「アレルシャット 花粉 鼻ブロック」[マスク]　（2011年）
- 大和ハウス工業 D-room「ゴールキーパー」編（2014年）共演：上野樹里

### イメージキャラクター
- アキュビュー（FIFA W杯オフィシャルコンタクトレンズ） （2012年 - ）
- JALカード （2013年 - ）
- クラウドファンディング （2013年 - ）
- 柳屋本店（2013年 - ）

### アンバサダー
- グローバルアスリートプロジェクト （2011年 - ）